# Volleyball under sommer-OL 2020
Volleyball under Sommer-OL 2020 er opdelt i Beachvolley, der afvikles i Shiokaze Park og traditionel Volleyball, der afvikles i Ariake Arena. Begge afviklingssteder ligger i Tokyo Bay zonen.

## Turneringsformat
For både traditionel volleyball og beachvolley gælder det, at der startes med alle-mod-alle kampe i puljer, hvorefter der overgås til cup-princippet. I beachvolley startes cup-turneringen ved ottendedelsfinalerne mens der i volleyball startes med kvartfinalerne.

## Medaljefordeling

### Medaljetabel
| Placering | Land                      | Guld | Sølv | Bronze | Total |
| --------- | ------------------------- | ---- | ---- | ------ | ----- |
| 1         | USA                       | 2    | 0    | 0      | 2     |
| 2         | Frankrig                  | 1    | 0    | 0      | 1     |
| 2         | Norge                     | 1    | 0    | 0      | 1     |
| 4         | Ruslands Olympiske Komité | 0    | 2    | 0      | 0     |
| 5         | Australien                | 0    | 1    | 0      | 1     |
| 5         | Brasilien                 | 0    | 1    | 0      | 1     |
| 7         | Argentina                 | 0    | 0    | 1      | 1     |
| 7         | Qatar                     | 0    | 0    | 1      | 1     |
| 7         | Serbien                   | 0    | 0    | 1      | 1     |
| 7         | Schweiz                   | 0    | 0    | 1      | 1     |
| Total     | Total                     | 4    | 4    | 4      | 12    |

### Medaljevindere

#### Beachvolley
| Event                | Guld                                 | Sølv                                                                   | Bronze                                       |
| -------------------- | ------------------------------------ | ---------------------------------------------------------------------- | -------------------------------------------- |
| Beachvolley - Herrer | Norge · Anders Mol · Christian Sørum | Ruslands Olympiske Komité · Viacheslav Krasilnikov · Oleg Stoyanovskiy | Qatar · Ahmed Tijan · Cherif Younousse       |
| Beachvolley - Damer  | USA · Alix Klineman · April Ross     | Australien · Mariafe Artacho del Solar · Taliqua Clancy                | Schweiz · Joana Heidrich · Anouk Vergé-Dépré |

#### Indendørs volleyball
| Event               | Guld | Sølv | Bronze |
| ------------------- | --- | --- | --- |
| Volleyball - Herrer | Frankrig · Stephen Boyer · Antoine Brizard · Daryl Bultor · Barthélémy Chinenyeze · Trévor Clévenot · Jenia Grebennikov · Nicolas Le Goff · Yacine Louati · Earvin N'Gapeth · Jean Patry · Kevin Tillie · Benjamin Toniutti        | Ruslands Olympiske Komité · Denis Bogdan · Valentin Golubev · Ivan Iakovlev · Egor Kliuka · Igor Kobzar · Ilyas Kurkaev · Maksim Mikhaylov · Pavel Pankov · Viktor Poletaev · Yaroslav Podlesnykh · Dmitry Volkov · Artem Volvich                 | Argentina · Facundo Conte · Santiago Danani · Luciano De Cecco · Agustín Loser · Bruno Lima · Nicolás Méndez · Ezequiel Palacios · Federico Pereyra · Cristian Poglajen · Martín Ramos · Matías Sánchez · Sebastián Solé |
| Volleyball - Damer  | USA · Foluke Akinradewo · Michelle Bartsch-Hackley · Andrea Drews · Micha Hancock · Kimberly Hill · Jordan Larson · Chiaka Ogbogu · Jordyn Poulter · Kelsey Robinson · Jordan Thompson · Haleigh Washington · Justine Wong-Orantes | Brasilien · Camila Brait · Tandara Caixeta · Macris Carneiro · Ana Beatriz Corrêa · Ana Carolina da Silva · Ana Cristina de Souza · Fernanda Garay · Carol Gattaz · Gabriela Guimarães · Rosamaria Montibeller · Natália Pereira · Roberta Ratzke | Serbien · Bianka Buša · Mina Popović · Slađana Mirković · Brankica Mihajlović · Maja Ognjenović · Ana Bjelica · Maja Aleksić · Milena Rašić · Silvija Popović · Tijana Bošković · Bojana Milenković · Jelena Blagojević  |